# Tío Pachamama
El Tío Pachamama, conocido también como el tío de la mina, es un personaje mítico representado en la imagen del diablo de la mina. Nada tiene que ver con los rituales satánicos, los rituales se practican en la región andina boliviana, más específicamente en los departamentos de  Potosí y  Oruro; algunos mineros veneran la imagen del diablo con ofrendas similar a los santos, según sus creencias para que el diablo no les haga faltar más riquezas. 
Víctor Montoya, escritor boliviano, es uno de los autores que mejor ha recreado los mitos y leyendas del Tío, personaje central en el ámbito minero y la cosmovisión andina, en sus libros “Cuentos de la mina” y “Conversaciones con el Tío de Potosí”.
En La Paz, carretera a la ciudad de El Alto en la vía autopista también hay una gruta con la imagen del tío, se cree que encima de la pared de una pequeña serranía apareció misteriosamente, incluso otros aseguran sentir una energía sobrenatural en dicha gruta, pues sus fieles también le dan ofrenda tal como los mineros, solo con flores, frutas, comidas, velas incienso, etc. Además tiene la misma devoción como se venera a la Virgen del Socavón, patrona de Oruro y de las minas.